# Тупамарос Мюнхена
Тупамарос Мюнхена (нем. Tupamaros München) — немецкая леворадикальная организация, появившаяся в Мюнхене в 1969 году. Придерживалась тактики городской герильи и взяла своё название в честь уругвайского движения Тупамарос.
13 апреля 1971 года группа совершила нападение на банк и захватила 50 000 DM, однако вскорости после этого двое из нападавших были арестованы, а 5 июня были схвачены и остававшиеся на свободе. Маргит Гайер-Ченски, Карл-Хайнц Кун, Роланд Отто и Рольф Хайсслер были осуждены на длительные сроки заключения. Позднее Рольф Хайсслер присоединился к Фракции Красной Армии.
Одновременно с Тупамарос Мюнхена действовала другая подобная организация — Тупамарос Западного Берлина.